# Xinjianxian (ort i Kina, Jiangxi Sheng, lat 28,68, long 115,82)
Xinjianxian är en ort i Kina. Den ligger i provinsen Jiangxi, i den sydöstra delen av landet, nära eller i provinshuvudstaden Nanchang. Antalet invånare är 795 412. Befolkningen består av 368 099 kvinnor och 427 313 män. Barn under 15 år utgör 21,0 %, vuxna 15-64 år 72 %, och äldre över 65 år 6,0 %.
Runt Xinjianxian är det tätbefolkat, med 476 invånare per kvadratkilometer. Närmaste större samhälle är Nanchangshi, 9,1 km öster om Xinjianxian. Runt Xinjianxian är det i huvudsak tätbebyggt.
Genomsnittlig årsnederbörd är 2 096 millimeter. Den regnigaste månaden är juni, med i genomsnitt 340 mm nederbörd, och den torraste är oktober, med 36 mm nederbörd.